# 곤양 나들목
곤양 나들목(Gonyang IC)은 경상남도 사천시 곤양면 송전리, 남문외리에 걸쳐 있는 남해고속도로의 19번 교차로(나들목)이다.
본래 다이아몬드 형태의 입체 교차로가 있었으나 2001년 경에 기존의 위치에서 부산 방향으로 500m가량 이전하였다. 또한 인근에 한때 남해고속도로로 사용했던 구고속도로와 구 곤양 요금소 터가 있으며, 인근에 곤양시외버스터미널과 다솔사가 있다.

## 연혁
- 1973년 11월 14일 :  남해고속도로 순천 ~ 부산 구간 개통과 함께 통행 개시[2]
- 1997년 7월 31일 : 1998년 12월까지 나들목 요금소 설치를 위해 사천시 도시계획구역 교통광장 면적 변경[3]

## 구조물 정보
- 위치: 경상남도 사천시 곤양면 송전리, 남문외리
- 영업소: 경상남도 사천시 곤양면 곤양로 70-65

## 접속하는 도로
- 곤양로 (국가지원지방도 제58호선
- 간접 연결 : 지방도 제1002호선 (서삼로, 곤북로, 곤양로 이용)
- 구고속도로

## 교통량 정보
| 요금소        | 통행량 (대/일) | 통행량 (대/일) | 통행량 (대/일) | 통행량 (대/일) | 통행량 (대/일) | 통행량 (대/일) | 통행량 (대/일) | 통행량 (대/일) | 통행량 (대/일) | 통행량 (대/일) | 각주  |
| 요금소        | 2001년         | 2002년         | 2003년         | 2004년         | 2005년         | 2006년         | 2007년         | 2008년         | 2009년         | 2010년         | 각주  |
| ------------- | -------------- | -------------- | -------------- | -------------- | -------------- | -------------- | -------------- | -------------- | -------------- | -------------- | ----- |
| 곤양 (폐쇄식) | 2,613          | 2,693          | 2,691          | 2,637          | 2,514          | 2,421          | 2,258          | 2,201          | 2,345          | 2,398          | [ 4 ] |
| 요금소        | 2011년         | 2012년         | 2013년         | 2014년         | 2015년         | 2016년         | 2017년         | 2018년         | 2019년         |                | [ 4 ] |
| 곤양 (폐쇄식) | 2,324          | 2,373          | 2,497          | 2,548          | 2,590          | 2,633          | 2,717          | 2,691          | 2,672          |                | [ 4 ] |